# Proisotoma immersa
Proisotoma immersa är en urinsektsart som först beskrevs av James P. Folsom 1937.  Proisotoma immersa ingår i släktet Proisotoma och familjen Isotomidae. Inga underarter finns listade i Catalogue of Life.